# Cleó de Sicília
Cleó de Sicília (Cleon, Kléon, Κλέων) fou un escriptor grec de la comitiva d'Alexandre el Gran que segons Quint Curti Ruf desmereixia la professió, ja que va proposar l'adoració d'Alexandre com a deu en un banquet, però Arrià i Plutarc atribueixen la proposta a Anaxarc.